# Chrostkowo (gemeente)

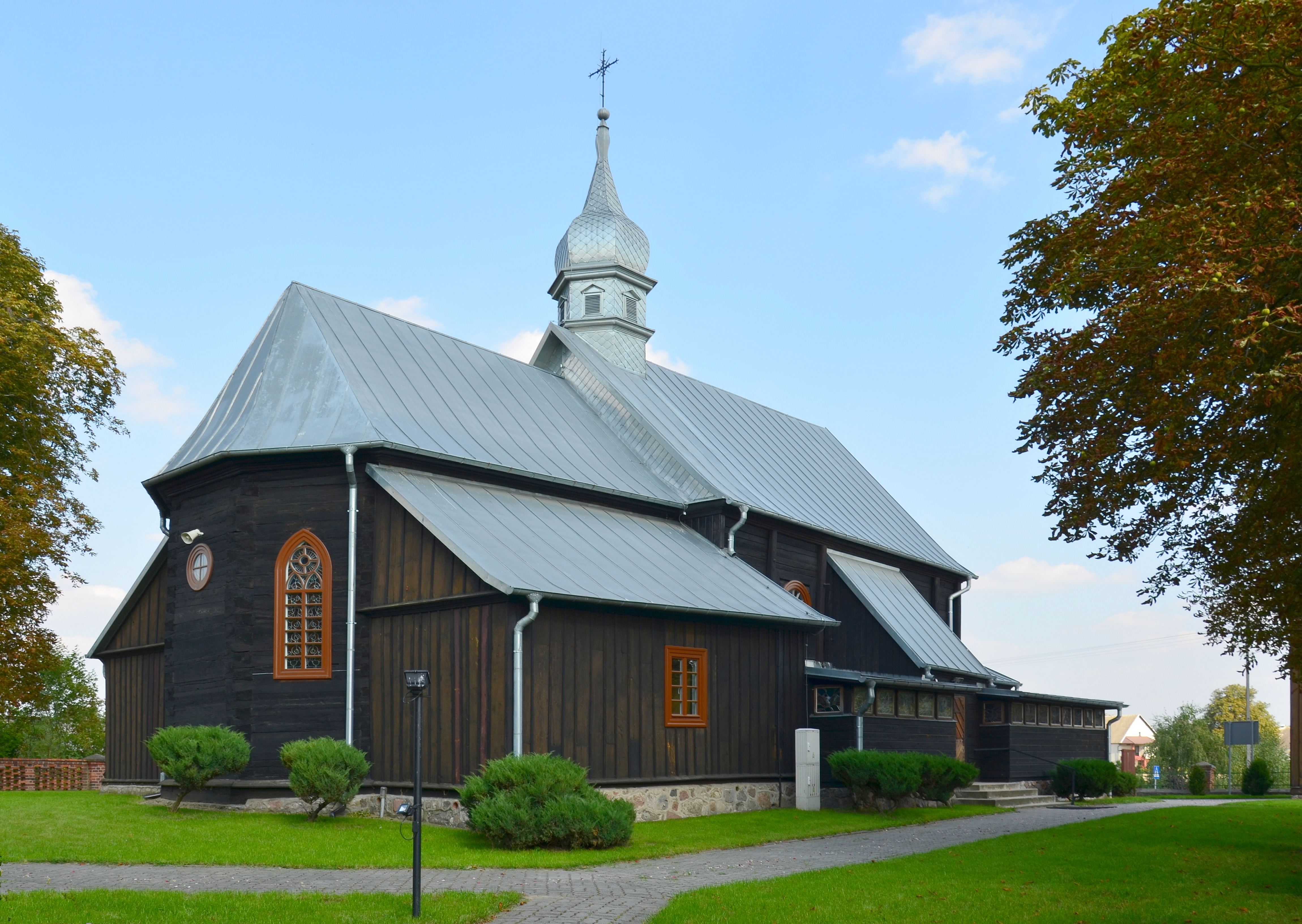
Kerk

De gemeente Chrostkowo is een landgemeente in het Poolse woiwodschap Koejavië-Pommeren, in powiat Lipnowski.
De zetel van de gemeente is in Chrostkowo.
Op 30 juni 2004 telde de gemeente 3151 inwoners.

## Oppervlakte gegevens
In 2002 bedroeg de totale oppervlakte van gemeente Chrostkowo 74,08 km², waarvan:
- agrarisch gebied: 81%
- bossen: 9%

De gemeente beslaat 7,29% van de totale oppervlakte van de powiat.

## Demografie
Stand op 30 juni 2004:
| Omschrijving                   | Totaal | Totaal | Vrouwen | Vrouwen | Mannen | Mannen |
| ------------------------------ | ------ | ------ | ------- | ------- | ------ | ------ |
| eenheid                        | aantal | %      | aantal  | %       | aantal | %      |
| inwoners                       | 3151   | 100    | 1559    | 49,5    | 1592   | 50,5   |
| bevolkingsdichtheid (inw./km²) | 42,5   | 42,5   | 21      | 21      | 21,5   | 21,5   |

In 2002 bedroeg het gemiddelde inkomen per inwoner 1323,66 zł.

## Administratieve plaatsen (sołectwo)
Adamowo, Chojno, Chrostkowo, Głęboczek, Gołuchowo, Janiszewo, Kawno, Ksawery, Lubianki, Majdany, Makowiec, Nowe Chrostkowo, Nowa Wieś, Sikórz, Stalmierz, Wildno.

## Aangrenzende gemeenten
Brzuze, Kikół, Lipno, Rogowo, Skępe, Zbójno